# 立羽不角
立羽 不角（たちば ふかく、寛文2年（1662年） - 宝暦3年7月21日（1753年8月19日））は、江戸時代中期の俳諧師。旧姓は橘。通称は定之助、平八。別号に遠山、千翁、松月堂、虚無斎、虚雲斎、南々舎、生風斎、温故知新斎。
松永貞徳の流れを汲む岡本不卜門下で、貞門派を一歩進めてより通俗的な句風を志向した。自らは温故知新流を標榜したが、他派からは化鳥風と揶揄された。

## 生涯
時代区分は安田（2010）に依る。

### 俳諧習作・浮世草子作者時代
寛文2年（1662年）生まれる。両親の名や家業は不明。出生当初は産声もなく、全身蒼白だったため、死産と思われ小袖に包み放置されていたが、日暮れに漸く声を発したため、医者遊左好卜に助けられたという。
当初遠山と号する。延宝2年（1674年）、松永貞徳の流れを引く貞門派の俳諧師岡村不卜に入門し、「牙有る物角無し」の心を以って不角と改号した。天和3年（1683年）5月岸本調和編『俳諧題林一句』に「糭頸青蠅蕀に止ッてけり」が現在確認できる最初の発句である。貞享4年（1687年）8月には浮世草子第一作『色の染衣』を刊行した。元禄4年（1691年）4月9日、師不卜を看取る。

### 前句付点者時代
元禄3年（1690年）1月27日に前句付興行を開始、元禄6年（1693年）9月19日には月次発句興行を始め、以降間を開けず精力的に開催し、句集に纏めた。この時期には日本橋平松町南側（東京都中央区日本橋二丁目7番地付近）で書肆を営んでいる。不角の周りには主に地方出身の武家が集い、教養を織り込みながらも通俗的な句を趣向する独自の一派が形成された。
元禄末年、夢枕に柿本人麻呂が現れて橘姓の下一字を略すよう促され、立羽姓を名乗った。元禄16年（1703年）4月9日、先師不卜の十三回忌に当たり、髪が薄く髷を結えなくなったこともあり剃髪した。
大名など高位の武士との交流も繁くなった不角は、それに見合った肩書を嘱望するようになった。元禄16年（1703年）5月8日、備角の号で俳諧を嗜み交流があった備前岡山藩主池田綱政の参勤交代に伴い上京し、公家社会に顔が利いた綱政の後援により、7月23日遂に法橋の地位を賜った。道中の俳諧は『蠅帒』に纏められた。

### 月次・連句高点集監修時代
宝永頃には不角の高点付興行に句が集まらないようになった。代わって連句集や俳諧撰集を手懸けて自派の勢力の存続を図るとともに、自派を『籰纑輪前集』序巻で「温故知新流」と標榜し、『つげのまくら』において対抗勢力宝井其角一派の洒落風を批判するなど、自派の正当性の主張に重きを置くようになった。本書は同年談林派浮生『滑稽弁惑原俳論』によって批判を受け、宝永6年（1709年）松丁子『一言俳談』では「頭は猿の化鳥風」と揶揄されるなど、他派と激しく応酬した。享保初年にも『正風集』を編じて自らの「正風」を主張し、享保5年（1720年）蟠竜『俳諧とんと』によって批判されている。
正徳5年（1715年）には兄弟子岸本調和を亡くし、自派を一人で負って立つこととなった。享保4年（1719年）2月14日、大火により自家版の版木を焼失した。

### 月次・歳旦集監修時代
享保後年には専ら歳旦集を手がけるようになる。享保12年（1727年）『享保十二丁未歳旦』では、門弟数千人に及んだとして、千翁と号した。
享保15年（1730年）5月15日京に向け出発、中仙道を通り6月3日到着、28日法眼の位を賜った。この旅は『木曽の麻衣』『有磯海』に纏められた。
享保末年からは息子等も独立し、自ら句集を出して、不角派の普及に務めた。
宝暦3年（1753年）5月、体調を崩した。6月20日死を覚悟、翌日午刻死去した。辞世は「空蝉はもとの裸に戻りけり」他。築地本願寺内成勝寺に葬られた。現在の墓所は江戸川区東小岩万福寺。

## 著作
- 貞享4年（1687年） 8月下旬刊『色の染衣』（浮世草子） - 鳥居清信画、『古典文庫 初期浮世草子Ⅰ』翻刻
- 元禄2年（1689年） 8月成『江戸惣鹿子』（地誌） - 藤田理兵衛『江戸鹿子』増補版
- 元禄3年（1690年） 12月成『二葉の松』（前句付高点句集） - 『新日本古典文学大系 江戸座点取俳諧集』翻刻
- 元禄4年（1691年）1月刊『好色染下地』（浮世草子） - 『古典文庫 初期浮世草子Ⅰ』翻刻、『岩崎文庫貴重本叢刊 近世篇浮世草子Ⅱ』影印
- 元禄4年（1691年）12月成『若みどり』（前句付高点句集） - 『雑俳集成第二期』翻刻
- 元禄5年（1692年）12月成『千代見草』（前句付高点句集） - 『雑俳集成第二期』翻刻
- 元禄5年（1692年）頃成『華染分』（浮世草子） - 『古典文庫 初期浮世草子Ⅰ』翻刻
- 元禄5年（1692年）頃成『怪談録前集』（怪談集） - 中国怪談翻案、後集に日本編を企図
- 元禄6年（1693年）6月成『一息』（前句付高点句集） - 下巻『雑俳集成第二期』翻刻
- 元禄6年（1693年）12月成『二息』（前句付高点句集） - 『雑俳集成第二期』翻刻
- 元禄7年（1694年） 5月成『へらず口』（前句付高点句集） - 『雑俳集成第二期』翻刻
- 元禄7年（1694年）5月成『蘆分船』（俳諧撰集）
- 元禄7年（1694年）6月成『底なし瓢』（月次発句高点句集）
- 元禄7年（1694年）11月成『誹諧うたゝね』（前句付高点句集） - 『雑俳集成第二期』翻刻
- 元禄7年（1694年）12月成『足代』（月次発句高点句集）
- 元禄8年（1695年）5月成（前句付高点句集）
- 元禄8年（1695年）6月成『俳諧水車』（月次発句高点句集）
- 元禄8年（1695年）11月成『昼礫』（前句付高点句集） - 『雑俳集成第二期』翻刻
- 元禄8年（1695年）11月成か『俳諧草結』（月次発句高点句集）
- 元禄9年（1696年）5月成か『俳諧松蘿前集』（月次発句高点句集） - 後集未発見
- 元禄9年（1696年）5月成『矢の根鍛冶前集』（前句付高点句集）
- 元禄9年（1696年）11月成『矢の根鍛冶後集』（前句付高点句集） - 『雑俳集成第二期』翻刻
- 元禄10年（1697年）5月成『双子山前集』（前句付高点句集） - 『雑俳集成第二期』翻刻
- 元禄10年（1697年）12月成か『双子山後集』（前句付高点句集） - 未発見
- 元禄13年（1700年）3月3日成『（風夕宛二句付清書巻）』
- 元禄14年（1701年）1月刊『福神通夜物語』（歳旦帖）
- 元禄14年（1701年）5月成『紀行笠の蠅』（俳諧紀行） - 鎌倉紀行、『関東俳諧叢書』翻刻
- 元禄15年（1702年）1月刊『元禄十五壬午歳旦』（歳旦帖）
- 元禄15年（1702年）2月25日成か『奉懸誹諧之発句 聖廟八百年祀』（発句集）
- 元禄15年（1702年）成『入間川やらずの雨』（俳諧紀行）  - 川越紀行、『関東俳諧叢書』第11巻翻刻
- 元禄16年（1703年）7月成『蠅帒』（俳諧紀行） - 備前備角（池田綱政）著とあるが実質不角著
- 元禄16年（1703年）8月頃成『誹諧一峠』（俳諧撰集）
- 元禄16年（1703年）8月成『誹諧広原海』（前句付高点句集） - 『雑俳集成第二期』巻5,6翻刻
- 宝永元年（1704年）5月成『せとりぶね』（前句付高点句集）
- 宝永2年（1705年）5月下旬成『水馴棹』（前句付点取高点句集）
- 宝永2年（1705年）9月下旬成『誹諧粘飯箆前集』（連句集）
- 宝永3年（1706年）1月成『丙戌歳旦』（歳旦集）
- 宝永3年（1706年）6月成『誹諧糊飯箆後集』（連句集）
- 宝永3年（1706年）12月成『一騎打前集』（前句付高点句集）
- 宝永4年（1707年）2月成『鳳巾切れて』（点取帖）
- 宝永4年（1707年）4月成『籰纑輪前集』（俳諧撰集）
- 宝永4年（1707年）5月成『つげのまくら』（俳諧撰集） - 風雲子編とあるが不角の変名か、『未刊江戸座俳論集と研究』翻刻
- 宝永4年（1707年）5月成『俳諧友千鳥』（点取帖）
- 宝永4年（1707年）6月成『不角点巻』（一句付点取帖）
- 宝永5年（1708年）1月成『一騎打後集』（前句付高点句集）
- 宝永6年（1709年）3月成『籰纑輪二集』（高点句集）
- 正徳元年（1711年）成『籰纑輪三集』（高点句集）
- 正徳2年（1712年）頃成『百人一句』（絵入発句集）
- 正徳3年（1713年）成『籰纑輪四集』（高点句集）
- 正徳4年（1714年）1月刊『雑煮椀』（歳旦集）
- 正徳5年（1715年）11月成『雲間の梅』（俳諧撰集）
- 正徳5年（1715年）成『籰纑輪五集』（高点句集）
- 享保2年（1717年）成か『籰纑輪六集』（高点句集）
- 享保4年（1719年）成か『籰纑輪七集』（高点句集）
- 享保4年（1719年）以前成『正風集』（連句集）
- 享保5年（1720年）頃成『百人一句後集』（絵入発句集）
- 享保6年（1721年）成か『籰纑輪八集』（高点句集）
- 享保8年（1723年）4月9日成『師恩集』（俳諧追善集） - 不卜三十三回忌
- 享保8年（1723年）成か『籰纑輪九集』（高点句集）
- 享保8年（1723年）頃成『申さう竹門飾』（点取帖）
- 享保10年（1725年）成か『籰纑輪十集』（高点句集）
- 享保11年（1726年）1月成『不角歳旦帖』（歳旦帖）
- 享保12年（1727年）1月成『享保十二丁未歳旦』（歳旦集）
- 享保12年（1727年）成『籰纑輪十一集』（高点句集）
- 享保13年（1728年）頃成『改式大成清鉋』（俳諧辞書）
- 享保14年（1729年）11月頃成『ことふき車』（絵入月次高点句集）
- 享保14年（1729年）11月成『母恩集』（俳諧追善集） - 母二十七回忌
- 享保15年（1730年）6月成『木曽の麻衣』（俳諧紀行）
- 享保15年（1730年）9月成『有磯海』（俳諧紀行）
- 享保16年（1731年）1月成『辛亥句集』（歳旦集）
- 享保16年（1731年）頃成『はつゆき』（点取帖）
- 享保20年（1735年）1月成『筑波山』（歳旦集）
- 元文元年（1736年）1月成『温和集』（歳旦集）
- 元文元年（1736年）秋成『江戸菅笠』（連句集） - 『正風集』続編
- 元文3年（1738年）9月成『風姿亀鏡集』（絵入発句集） - 『古典俳文学大系11享保俳諧集』翻刻
- 元文4年（1739年）1月成『歳旦曙染』（歳旦集）
- 元文4年（1739年）頃成『風鈴が』（点取帖）
- 元文5年（1740年）1月成『誹諧登り坂』（歳旦集）
- 元文5年（1740年）9月成『繋柳俳諧巻』（点取帖）
- 寛保元年（1741年）6月成『鎌倉海鏡猿田彦』（俳諧紀行）
- 寛保元年（1741年）秋成『風姿集三集』（絵入発句集）
- 寛保2年（1742年）1月成『帆なし船』（歳旦集）
- 延享元年（1744年）1月成『春の春』（歳旦集）
- 延享2年（1745年）12月成『続清鉋』（俳諧辞書・句集）
- 延享4年（1747年）1月成『歳旦馬肝石』（歳旦集）
- 寛延元年（1748年）1月成『歳旦初曙』（歳旦集）
- 寛延元年（1748年）11月成『米の守』（米寿記念賀集）
- 寛延2年（1749年）1月成『歳旦福寿草』（歳旦集）
- 寛延3年（1750年）1月成『歳旦玉かつら』（歳旦集）
- 寛延3年（1750年）8月成『米の守後集』（卒寿記念賀集）
- 宝暦2年（1752年）1月成『歳旦金銭居士』（歳旦集）
- 宝暦3年（1753年）1月成『鶴の声』（歳旦集）

## 家族
- 父
- 母：貞信院妙性禅定尼霊位（寛永4年（1627年） - 元禄16年（1703年）11月21日）
- 前妻（? - 正徳4年（1714年）か5年（1715年））
- 後妻：妙亀（老鶴、歓月、観月）
  - 長女：妙船（むら、孤残）
  - 長男：立羽不扃（了角、泰角、元禄14年（1701年） - ?）
  - 次男：立羽珨角（童角、恵角、一角、一翁）
  - 三男：立羽寿角（櫟翁、宝永5年（1708年） - 明和6年（1769年）2月15日）
  - 四男：立羽辰角（巾角、行成、正徳5年（1715年） - ?）
  - 五男：立羽千虎（財角、礼角、書角、享保2年（1717年） - ?）
  - 六男：立羽勝角（重角、元角、享保5年（1720年） - ?）